# Segona divisió espanyola de futbol 2007-2008
La temporada de futbol 2007-08 correspon a la 77a edició de la Segona divisió espanyola de futbol que es va disputar entre el 25 d'agost de 2007 i el 15 de juny de 2008.
El Club Deportivo Numancia de Sòria va guanyar el campionat per primera vegada en la seva història i, junt amb el Málaga CF i el Real Sporting de Gijón va aconseguir l'ascens a la primera divisió espanyola de futbol para la temporada 2008/09.

## Classificació
| Posició | Equip             | J  | G  | E  | P  | GF | GC | PTS. | DG  |
| ------- | ----------------- | -- | -- | -- | -- | -- | -- | ---- | --- |
| 1       | CD Numancia       | 42 | 22 | 11 | 9  | 59 | 38 | 77   | +21 |
| 2       | Málaga CF         | 42 | 20 | 12 | 10 | 58 | 42 | 72   | +16 |
| 3       | Sporting de Gijón | 42 | 20 | 12 | 10 | 61 | 40 | 72   | +21 |
| 4       | Reial Societat    | 42 | 18 | 14 | 10 | 55 | 39 | 68   | +16 |
| 5       | CE Castelló       | 42 | 16 | 13 | 13 | 42 | 37 | 61   | +5  |
| 6       | Hèrcules CF       | 42 | 14 | 16 | 12 | 66 | 55 | 58   | +11 |
| 7       | UD Salamanca      | 42 | 13 | 18 | 11 | 52 | 44 | 57   | +8  |
| 8       | UD Las Palmas     | 42 | 15 | 12 | 15 | 51 | 55 | 57   | -4  |
| 9       | Sevilla Atlético  | 42 | 13 | 14 | 14 | 43 | 48 | 59   | -5  |
| 10      | Elx CF            | 42 | 14 | 12 | 16 | 44 | 50 | 54   | -6  |
| 11      | CD Tenerife       | 42 | 12 | 17 | 13 | 51 | 57 | 53   | -6  |
| 12      | Albacete Balompié | 42 | 13 | 13 | 16 | 37 | 40 | 52   | -3  |
| 13      | SD Eibar          | 42 | 14 | 10 | 17 | 42 | 51 | 52   | -9  |
| 14      | Nàstic            | 42 | 12 | 16 | 14 | 49 | 51 | 52   | -2  |
| 15      | Xerez CD          | 42 | 12 | 16 | 14 | 47 | 56 | 52   | -9  |
| 16      | Celta de Vigo     | 42 | 13 | 13 | 16 | 56 | 55 | 52   | +1  |
| 17      | Alavés            | 42 | 12 | 15 | 15 | 41 | 47 | 51   | -6  |
| 18      | Córdoba CF        | 42 | 11 | 17 | 14 | 50 | 56 | 50   | -6  |
| 19      | Racing de Ferrol  | 42 | 12 | 14 | 16 | 46 | 51 | 50   | -5  |
| 20      | Cadis CF          | 42 | 12 | 13 | 17 | 40 | 47 | 49   | -7  |
| 21      | Granada 74        | 42 | 10 | 15 | 17 | 45 | 59 | 45   | -14 |
| 22      | Poli Ejido        | 42 | 11 | 11 | 20 | 37 | 54 | 44   | -17 |

| Ascens | Descens |

Llegenda: J-partits jugats, G-guanyats, E-empatats, P-perduts, GF-gols a favor, GC-gols en contra, DG-diferència de gols, PTS-punts

## Resultats finals
- Campió: CD Numáncia.
- Ascensos a Primera divisió: CD Numáncia, Málaga CF i Sporting de Gijón.
- Descensos a Segona divisió espanyola de futbol: Reial Saragossa, Real Murcia i Llevant UD.
- Ascensos a Segona divisió: Rayo Vallecano, SD Huesca, Alicante CF i Girona FC.
- Descensos a Segona divisió B: Racing de Ferrol, Cadis CF, Granada 74 i Poli Ejido.
- Trofeu Pitxitxi:  Yordi (Xerez CD).
- Trofeu Zamora:  Carlos Sánchez (CE Castelló).
- Trofeu Zarra:  Yordi (Xerez CD).
- Trofeu Miguel Muñoz:  Manolo Preciado (Sporting de Gijón).
- Trofeu Guruceta:  Pérez Lima.

## Premis

### Trofeu Pichichi
| Pos. | Jugador         | Equip          | Gols | Penals | Peu | Cap | Falta |
| ---- | --------------- | -------------- | ---- | ------ | --- | --- | ----- |
| 1r   | Yordi           | Xerez CD       | 20   | 8      | 5   | 7   | 0     |
| 2n   | Nino            | CD Tenerife    | 18   | 1      | 14  | 3   | 0     |
| 3r   | Luque           | Granada 74     | 17   | 11     | 6   | 0   | 0     |
| 4t   | Díaz de Cerio   | Reial Societat | 16   | 0      | 14  | 2   | 0     |
| 5è   | Jesús Perera    | Celta de Vigo  | 15   | 0      | 11  | 4   | 0     |
| ·    | Marcos Márquez  | UD Las Palmas  | 15   | 5      | 8   | 2   | 0     |
| 7è   | Antonio Hidalgo | Málaga CF      | 14   | 2      | 10  | 2   | 0     |
| ·    | David Rodríguez | UD Salamanca   | 14   | 2      | 9   | 3   | 0     |
| ·    | Quique Martín   | UD Salamanca   | 14   | 4      | 9   | 1   | 0     |
| ·    | Asier Goiria    | SD Eibar       | 14   | 6      | 8   | 0   | 0     |

### Trofeu Zamora
Per a disputar el Trofeu Zamora és necessari haver-hi disputat un mínim de vint-i-vuit partits, amb seixanta minuts jugats en cadascun d'ells. Es mostra el nombre d'encontres computables i, entre parèntesis, els totals jugats.
| Pos. | Jugador         | Equip             | Gols | Partits | Mitjana |
| ---- | --------------- | ----------------- | ---- | ------- | ------- |
| 1r   | Carlos Sánchez  | CE Castelló       | 27   | 33      | 0,82    |
| 2n   | Jacobo          | CD Numancia       | 29   | 32      | 0,91    |
| 3r   | Asier Riesgo    | Reial Societat    | 39   | 42      | 0,93    |
| 4t   | Roberto         | Sporting de Gijón | 39   | 41      | 0,95    |
| 5è   | Contreras       | Cadis CF          | 37   | 36      | 1,03    |
| ·    | Iñaki Goitia    | Málaga CF         | 41   | 40(41)  | 1,03    |
| 7è   | Bernardo        | Alavés            | 42   | 38      | 1,11    |
| ·    | Willy Caballero | Elx CF            | 41   | 37(38)  | 1,11    |
| 9è   | Javi Varas      | Sevilla Atlético  | 46   | 41      | 1,13    |
| 10è  | Juan Pablo      | CD Tenerife       | 33   | 28(29)  | 1,18    |

### Trofeu Miguel Muñoz
| Pos. | Entrenador       | Equip             | Punts |
| ---- | ---------------- | ----------------- | ----- |
| 1r   | Manolo Preciado  | Sporting de Gijón | 77    |
| 2n   | Gonzalo Arconada | CD Numancia       | 75    |
| 3r   | David Vidal      | Elx CF            | 64    |

### Trofeu Guruzeta
| Pos. | Àrbitre           | Punts | Partis | Mitjana |
| ---- | ----------------- | ----- | ------ | ------- |
| 1r   | Pérez Lima        | 27    | 19     | 1'42    |
| 2n   | Llorente Carcedo  | 22    | 16     | 1'38    |
| 3r   | González González | 28    | 22     | 1'27    |